# Kyritzer Seenkette

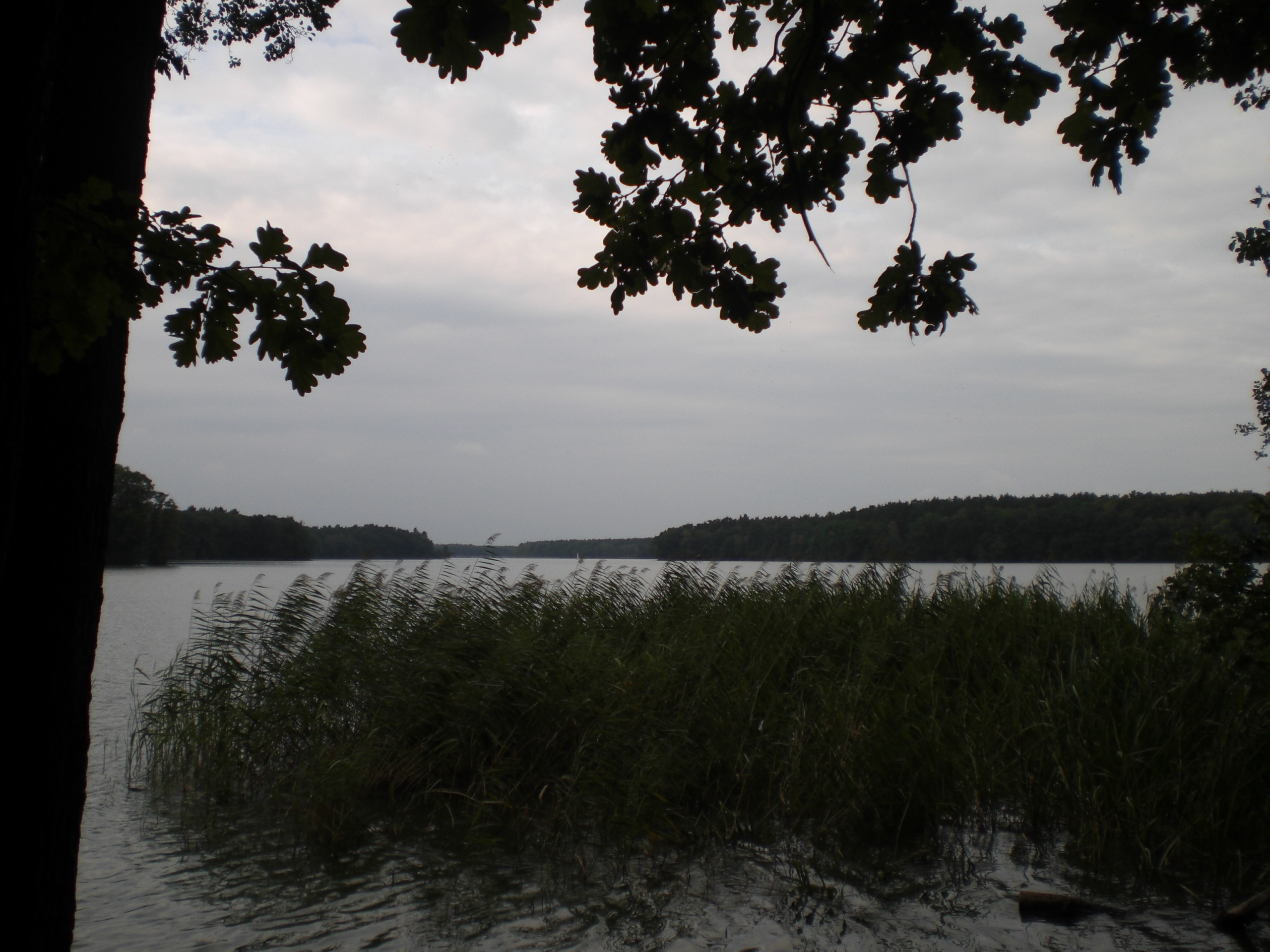
Untersee bei Wusterhausen

Die Kyritzer Seenkette ist eine 22 km lange eiszeitliche Schmelzwasserrinne beim brandenburgischen Kyritz.
Sie entstand beim Abtauen des Inlandeises der Weichseleiszeit vor ca. 20.000 Jahren. Die Seerinne erstreckt sich fast geradlinig von Norden nach Süden über den Obersee, in dem die drei Seen Borker See, Salzsee, Stolper See aufgingen, den Untersee oder Bantikower See und den Klempowsee. Seit der Anstauung des Klempowsees in Wusterhausen/Dosse zum Bau der Mühle wurde aus den vormals getrennten Bantikower See und Klempowsee ein See („Bantikower See“; und nach Errichtung des Dossespeichers um 1979 auch, bzw. hauptsächlich „Untersee“ genannt). Große Teile der Seen sind von Wäldern umgeben (ca. 40 Gehölzarten). Die 382 ha große Seefläche ist Lebensraum für 16 Fisch- und sechs Wasservogelarten.

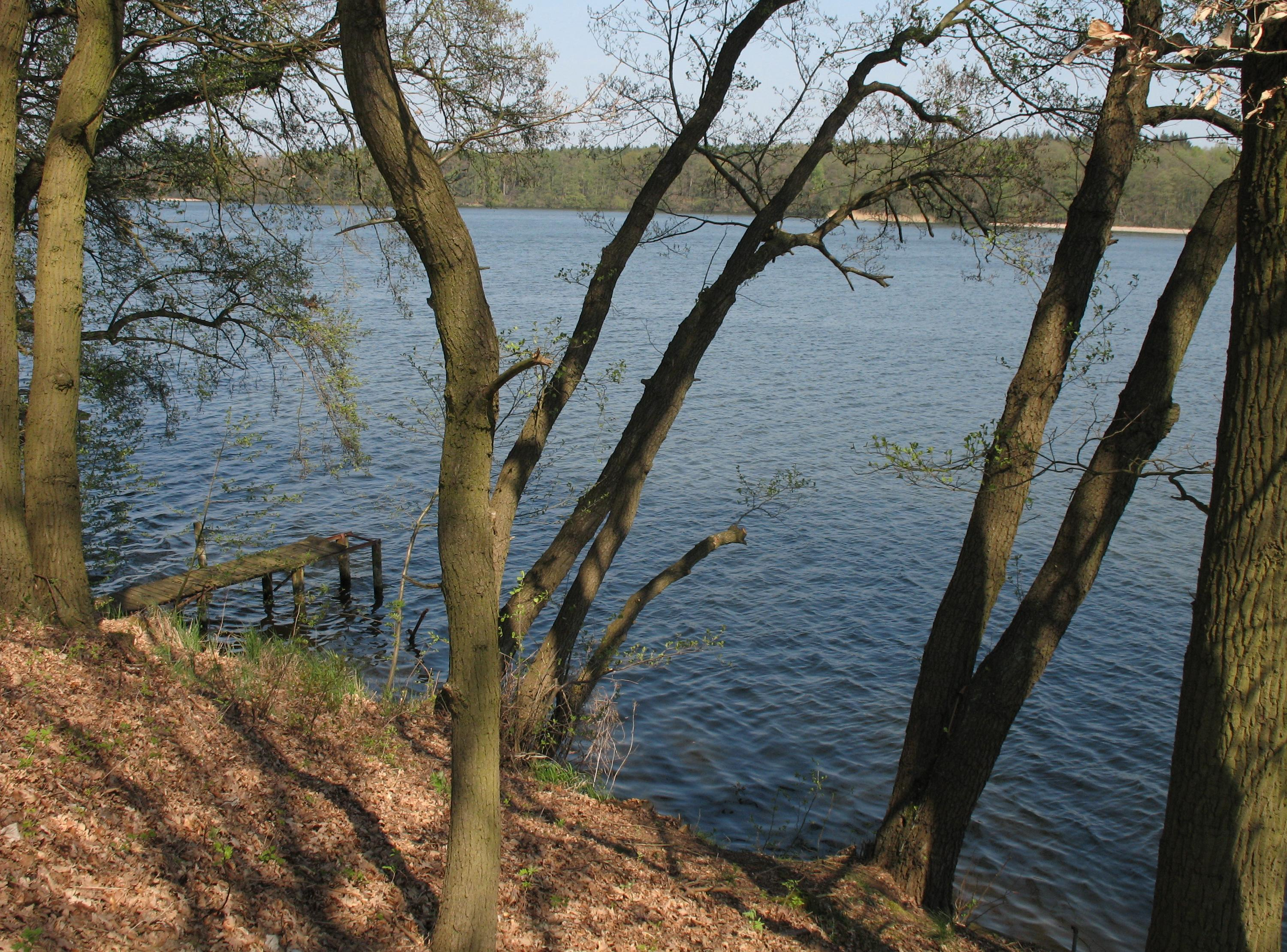
Untersee

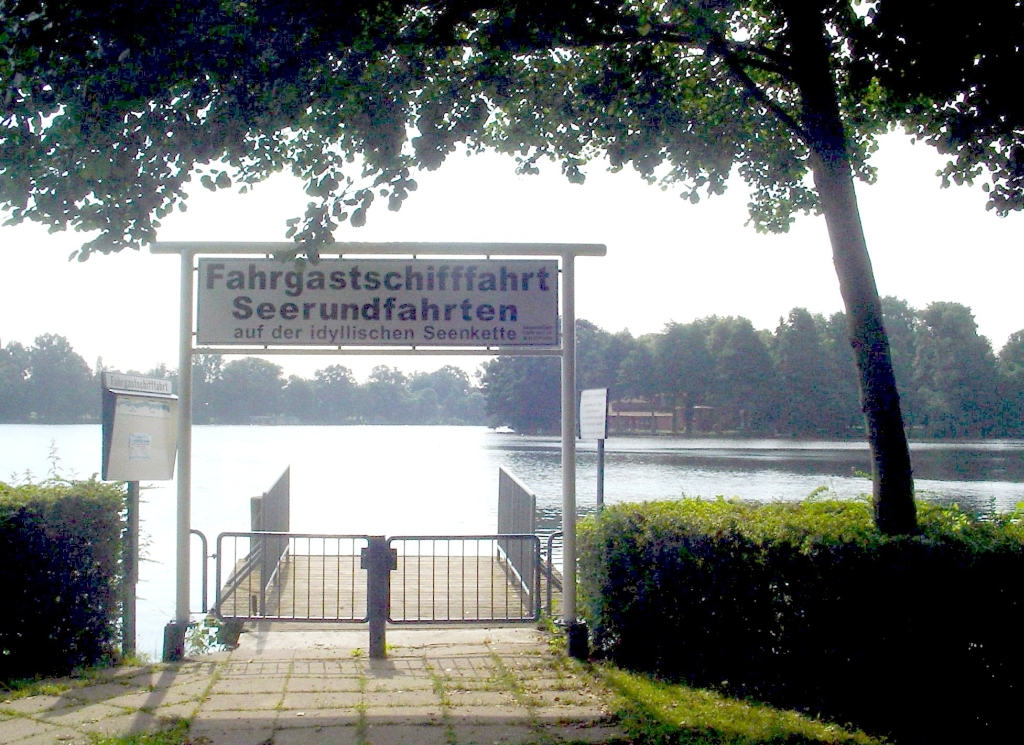
Untersee mit Insel und Anlegestelle

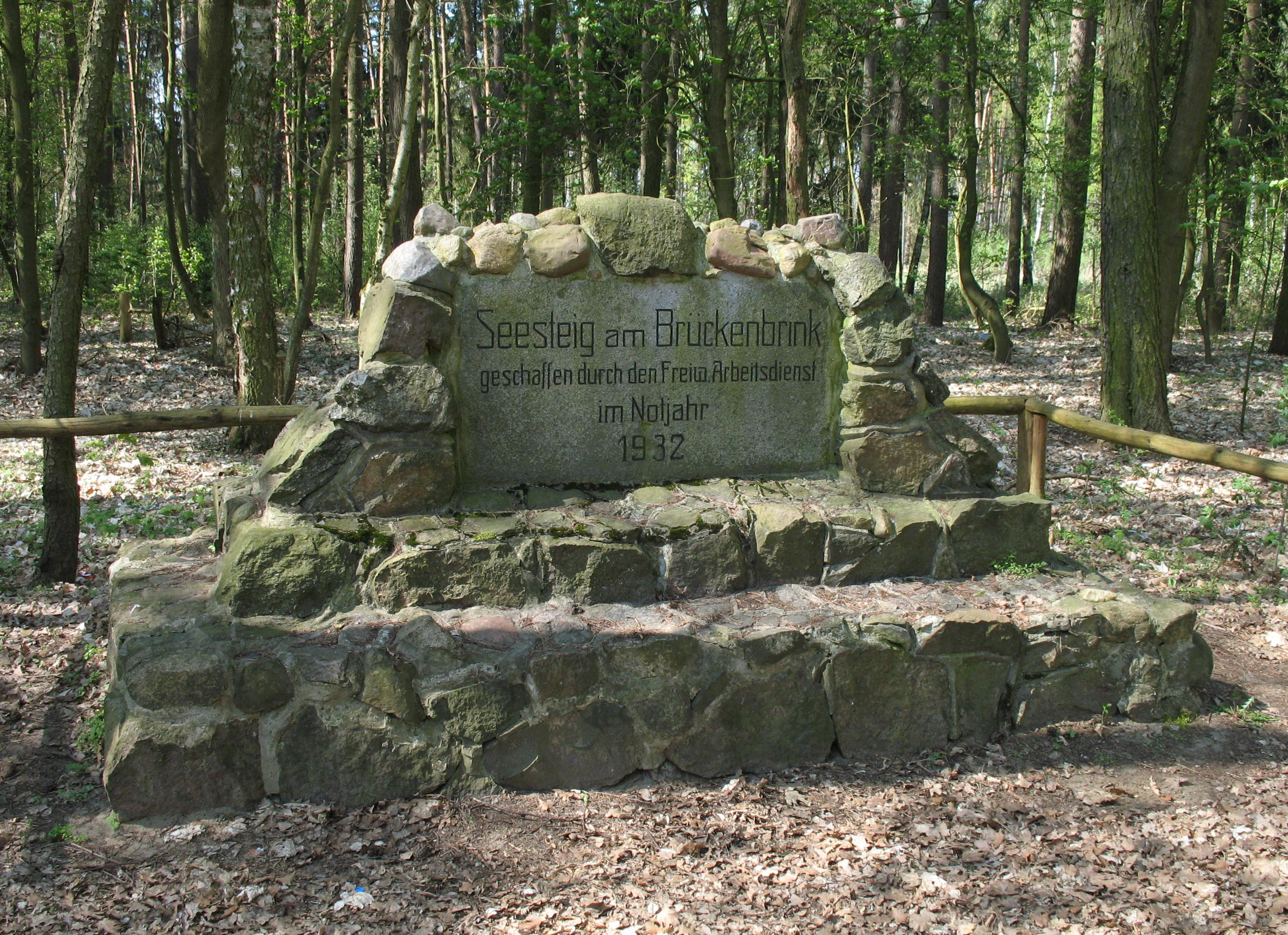
Gedenkstein „Seesteig am Brückenbrink“ am Untersee

Der Obersee, auch Dossespeicher Kyritz genannt, dient der Bewässerung. Auf dem Untersee ist es verboten, mit verbrennungskraftbetriebenen Booten zu fahren. Die Schiffe der Rundfahrtlinie haben Ausnahmegenehmigungen erhalten. Die Wassersportfreunde fahren auf dem See mit Booten mit Ruder- oder Elektroantrieb. Am Seeufer an der Waldkolonie und bei Wusterhausen stehen Pfahlbauten, die Bootshallen genannt werden.
Wassertreter und Ruderboote können am Untersee in den Strandbädern von Kyritz und Wusterhausen ausgeliehen werden. Diese bieten dank ihrer restaurierten historischen Bauten zudem eine Zeitreise in die Bädertradition der 1920er Jahre – bei gleichzeitig modernem Badevergnügen mit Sprungtürmen und Wasserrutschen.
Einst soll auf der Unterseeinsel innerhalb der Seenkette eine slawische Burg gestanden haben. Später diente die Insel Fischern als Wohn- und Arbeitsstätte. Seit der vorletzten Jahrhundertwende gibt es auf der Insel eine Gaststätte – die „Insl“, die man von beiden Ufern des Sees mit einer Fähre erreichen kann.